# Villa Fiore
Villa Fiore è un edificio italiano in stile liberty situato ad Agordo, in provincia di Belluno-Dolomiti.

## Storia
Nel 1900 l'avvocato Luigi Legrenzi commissiona i lavori per l'edificazione di una villa all'architetto Massimiliano Ongaro in onore della moglie Fioretta Frescura (originaria di Agordo e da qui il nome di Villa Fiore). Durano 9 anni per concludersi nel 1909.
Da quando fu costruita la villa appartenne all'avvocato Luigi Legrenzi e famiglia fino al 1936 quando gli eredi ne vendono la proprietà.
Dal 1937 al 1946 viene acquistata da Attilio Parodi (nella quale vi nasce il figlio del proprietario). Successivamente il 15 ottobre 1946 venne ceduta alla Cassa di risparmio di Verona, Vicenza e Belluno fino al 1965 quando l'industriale Bruno Dai Pra ne acquista l'intero immobile e pertinenze. In più di trent'anni di proprietà dell'industriale la villa non riceve nessuna sistemazione ed il degrado radicale della villa continua fino al alla vendita alla famiglia Dotta del 10 luglio 1997. Negli anni successivi iniziano i lavori di restauro completo che dureranno 10 anni.

## Descrizione
La villa dopo l'intero restauro è composta da 47 stanze, 8 bagni, 4 terrazze (una per ciascuna stagione), due stanze segrete, una torretta, un ampio parco esterno ed un laghetto.
Internamente si suddivide in 5 piani. 
- Taverne: i locali ad oggi adibiti a cantine e taverne, una volta erano gli spazi preposti a stalle e deposito attrezzi. Le ampie aree del piano interrato permettevano infatti di ospitare scuderie per la manutenzione, foraggiatura e riposo dei cavalli.
- Piano terra: piano nobile della casa con ampi saloni caratterizzati da pavimenti e affreschi originali. Uno scalone in marmo bianco collega il piano terra al primo piano.
- Piano primo: altro piano nobile della casa che ospita le camere da letto tra cui la stanza padronale caratterizzata da arredamento realizzato dall'artista francese Victor Aimone ed un'ampia terrazza sul retro.
- Piano secondo: ambiente in origine destinato all'uso del personale di servizio della villa, ospita la biblioteca, diverse camere e bagni.
- Soffitte: domina la scena il legno di abete, infatti tutti gli elementi di sostegno in legno originali, quali travature e pavimenti, sono stati sabbiati manualmente, trattati e restaurati. I grossi tronchi utilizzati a comporre le capriate formano una travatura reticolare che annulla ed elide le spinte orizzontali grazie alla sua struttura triangolare. Il peso del tetto viene così sorretto in maniera omogenea e regolare creando un contesto rustico.

Elemento distintivo della struttura è la torretta con vista panoramica su Agordo e sull'intera vallata agordina.

### Giardino
All'esterno vi è un grande giardino con fontane, un laghetto e sul retro sempre al livello del terreno una ghiacciaia attualmente ancora funzionante e perfettamente conservata; il perimetro della villa è totalmente racchiuso con delle colonne in mattoni e delle grandi inferriate in ferro battuto sempre in stile liberty.

## Proprietari
- Luigi Legrenzi (1900 – 1936)
- Attilio Parodi (1937 – 1946)
- Cassa di risparmio di Verona, Vicenza e Belluno (1947 – 1965)
- Bruno Dai Pra (1965 – 1997)
- Galvano Dotta (dal 1997)

## Curiosità
Dalla magnifica torretta della villa, si gettò Fioretta Frescura la moglie del primo proprietario (il Legrenzi) per togliersi la vita avendo scoperto di essere stata esclusa dal testamento perché il marito aveva una tresca con la domestica di allora.